# Мерчани
Мерчани (пол. Mierczany) — село в Польщі, у гміні Тожим Суленцинського повіту Любуського воєводства.
Населення — 92 особи (2011).
У 1975-1998 роках село належало до Зеленогурського воєводства.

## Демографія
Демографічна структура станом на 31 березня 2011 року:
|          | Загалом | Допрацездатний вік | Працездатний вік | Постпрацездатний вік |
| -------- | ------- | ------------------ | ---------------- | -------------------- |
| Чоловіки | 57      | 10                 | 42               | 5                    |
| Жінки    | 35      | 5                  | 16               | 14                   |
| Разом    | 92      | 15                 | 58               | 19                   |